# マリー・フォルサ
マリー・フォルサ Marie Forså（本名インガ・フォルサ Inga Forså、スウェーデン・ファルスタ出身、1956年12月13日 - ）は、スウェーデンの元女優。

## 来歴
フォルサは、1970年代にスウェーデン国内のみならず国際的にも著名なポルノ映画やB級映画に出演した。フォルサのセックスシーンは実に官能的に演じられた。しかし本物のハードコアシーンでも彼女の肝心の部分は画面上にはっきりと映し出されることはなかった。フォルサは1974年、ワレリアン・ボロズウィック監督のエロティック映画『インモラル物語』でエリザベート・バートリ伯爵夫人の犠牲者の1人を演じた（クレジットはされず）。この映画は一般向けであったが、彼女が最も大胆に露出するシーンが含まれている。
1979年のラッセ・ハルストレム監督によるスウェーデンの一般映画『僕は子持ち (Jag är med barn)』が最後の映画出演となった（クレジットはされず）。1980年以降はいっさい映画には出演していない。
1970年代の中頃には、PLAYBOY誌が取り上げたほど人気があった。絶頂期から20年経った後も、フォルサはスウェーデンの映画誌「magasin defekt」で特集された。

## 主な出演作
- 1973年 - 『オカルトポルノ/吸血女地獄』（luch der schwarzen Schwestern）
- 1974年 - 『熟れすぎた少女Bibi』（Vild på sex）
- 1974年 - 『インモラル物語』（Contes immoraux、クレジットされず）
- 1974年 - 『若草の匂ひ』（ Flossie、日本公開時タイトル『絶頂の女/フロッシー』）
- 1975年 - 『ジュスティーヌ』（Justine och Juliette、日本公開時タイトル『巨大なる男とジュスティーヌ』） - ハリー・リームスと共演
- 1975年 - 『巨大なる男とバタフライズ』（Butterflies）- ハリー・リームスと共演
- 1976年 - 『若草の萌える時』（Bel Ami、日本公開時タイトル『エクスタシー』） - ハリー・リームスと共演
- 1977年 - 『若草の濡れるとき』（Molly）
- 1979年 - 『僕は子持ち』（Jag är med barn）